# Mamadou Thiam
Pour les articles homonymes, voir Mamadou Thiam (football) et Thiam.
Mamadou Thiam est un boxeur français né le 25 janvier 1972 à Diofior au Sénégal.

## Carrière
Il a grandi à Besançon, dans le quartier des Clairs-Soleils,,,.
Passé professionnel en 1993, il devient champion de France puis d'Europe des super welters. Il dispute deux championnats du monde WBA des super welters, s'y inclinant les deux fois avant la limite.
La première fois, le 22 juillet 2000 à Miami, il perd face au portoricain Felix Trinidad par KO technique à la 3e reprise. La seconde fois, le 10 août 2002 à Marseille, il laisse à nouveau le titre mondial s'échapper face au panaméen Santiago Samaniego par abandon à la 12e reprise.

## Palmarès
- Mamadou Thiam fait ses débuts professionnels le 20 novembre 1993.
- Champion de France des super welters en 1997 et 1998
- Champion d'Europe des super welters en 1998, 1999 et 2001